# Mionochroma pseudovittatum
Mionochroma pseudovittatum är en skalbaggsart som först beskrevs av Schwarzer 1923.  Mionochroma pseudovittatum ingår i släktet Mionochroma och familjen långhorningar. Inga underarter finns listade i Catalogue of Life.